# Asterix and the Great Rescue
Asterix and the Great Rescue (рус. Астерикс и Великое Спасение) — видеоигра в жанре платформер, разработанная компанией Core Design и изданная Sega Interprises для игровых консолей Sega Mega Drive/Genesis, Sega Master System и Sega Game Gear.

## Сюжет
Много лет назад римские войска покорили почти всю Францию, за исключением маленькой галльской деревни, которая продолжала сдерживать их натиск. Через какое-то время римляне поняли, что секрет силы и стойкости галлов кроется в волшебном напитке, который готовит для них друид по имени Панорамикс. Римлянам удалось похитить этого друида и заточить его в замке Цезаря, императора Рима. И теперь двум жителям галльской деревни, Астериксу и Обеликсу, нужно добраться до замка и освободить Панорамикса.

## Геймплей
Главные герои игры — галлы Астерикс и Обеликс. Им предстоит пройти множество уровней разных размеров (локаций) и зачистить их от врагов — римских солдат.
Уровни в игре выполнены в виде замкнутых локаций с боковым сайд-скроллингом и двухмерной графикой. На них присутствуют многочисленные враги, препятствия и ловушки. Иногда попадаются потайные комнаты с полезными предметами. Каждый уровень необходимо пройти за определённое время. Если за это время игрок не успевает дойти до конца уровня, то возвращается к его началу, теряя при этом одну жизнь.
Римские солдаты — основные враги в игре. Они бывают нескольких типов: обычные солдаты (самые слабые), солдаты с копьями и щитами (обычно перемещаются группами по двое-трое) и центурионы. Некоторые солдаты вооружены луком и стрелами. Особенно много солдат в военных лагерях римлян. Кроме этого, присутствуют разные монстрики и мелкие препятствия (например, катящиеся камни).
На уровнях встречаются также полезные предметы (мешочки с монетами, бутылки с волшебным зельем, ключи и др.). Монетки влияют на количество очков, ключи открывают двери и перегородки, зажаренные кабаны добавляют здоровья. Бутылки с зельем бывают нескольких типов и выполняют разные функции (помогают преодолевать препятствия, дают временную неуязвимость и ускорение). В конце каждого уровня находится бутылка с зельем для Астерикса или кабан для Обеликса; до них нужно добраться, чтобы пройти уровень.

## Оценки
В целом игра получила средние оценки критиков. Американский журнал GamePro оценил игру достаточно высоко, поставив оценку в 4 балла из 5. В то же время рецензенты из журналов All Game Guide и Electronic Gaming Monthly выставили оценки 3 из 5 и 5 из 10 баллов соответственно, а журнал VideoGames & Computer Entertainment — 4 из 10.